# نصرالله أباد شهيد بهشتي (كولكني)
نصرالله أباد شهید بهشتي (بالفارسية: نصرالله‌آباد شهیدبهشتی) هي قرية و مستوطنة تقع في إيران في قسم كولكني الريفي. يقدر عدد سكانها بـ 393 نسمة .